# Balkanabat
Balkanabat (tidlige Nebit Dag) er en by i det vestlige Turkmenistan, med et indbyggertal (pr. 2006) på cirka 88.000. Byen er primært beskæftiget med industri af petroleum og naturgas.